# Rue Henri-Ranvier
La rue Henri-Ranvier est une rue située dans le 11e arrondissement de Paris.

## Situation et accès
On accède à cette voie par la ligne 2, à la station Philippe Auguste.

## Origine du nom

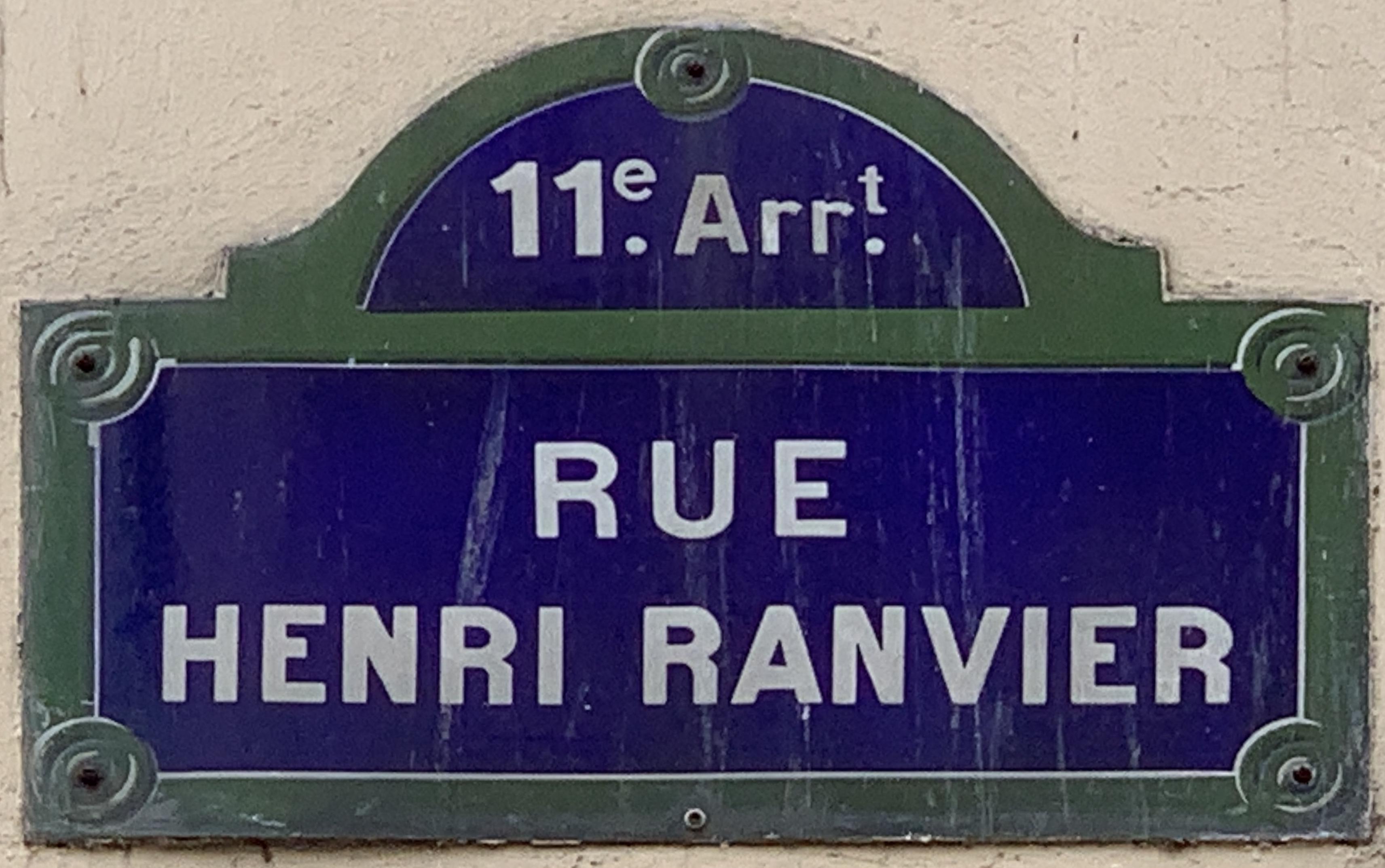
Plaque de la rue.

Elle porte le nom d'Henri Joseph Ranvier (1857-1918), arrêté pour sa participation à la Commune de Paris à seulement treize ans, libre penseur, frère du socialiste et féministe Adrien Ranvier. Il sera conseiller municipal du quartier.

## Historique
La rue est ouverte en 1931 par l'Office public d'habitations de la Ville de Paris et prend sa dénomination actuelle par arrêté du 31 janvier 1933.
Elle est interdite à la circulation publique depuis un arrêté municipal du 2 octobre 1987.